# AerCap
Die AerCap Holdings N.V. ist ein niederländisches Unternehmen mit Sitz am Flughafen Amsterdam Schiphol. AerCap ist eine der weltweit größten Flugzeugleasinggesellschaften mit 1372 Flugzeugen im ersten Quartal 2020.

## Geschichte
Das Unternehmen wurde im Jahr 1975 als Guinness Peat Aviation (GPA) gegründet. Im Jahr 1992 erfolgte der Börsengang. Im Zuge einer Restrukturierung wurde 1993 ein Teil der Flotte an den Mitbewerber GE Capital Aviation Services (GE CAS) verkauft. Weitere 229 Flugzeuge mussten 1996 veräußert werden.
Im Jahr 1998 wurde GPA vom Beteiligungsunternehmen Texas Pacific Group übernommen und in AerFi umbenannt. 1999 wurde der schwedische Konkurrent Indigo Aviation übernommen. AerFi wurde 2000 mit einer Flotte von 104 Flugzeugen von debis AirFinance, und 2005 von Cerberus Capital übernommen und zu AerCap umfirmiert. Diese ging im folgenden Jahr erneut an die New Yorker Börse.
AerCap übernahm 2010 Genesis Lease Limited von GECAS, wodurch die Flotte auf 358 Flugzeuge und der Marktanteil im Flugzeug-Leasing-Bereich auf etwa 5 % anstieg. Im Jahre 2012 wurde AerDragon als Joint-Venture mit der China Aerospace Science and Technology Corporation gegründet.
Die US-amerikanische ILFC mit rund 1000 Flugzeugen und über 30 % Marktanteil wurde 2014 vom Versicherer American International Group übernommen und vollständig in das Unternehmen integriert. Seitdem verfügt AerCap über eine der größten Flugzeugflotten weltweit.
Im Jahr 2016 wurde die operative Unternehmenszentrale nach Dublin, Irland verlegt. Im März 2021 vereinbarten General Electric und AerCap den Zusammenschluss der beiden Leasingunternehmen von AerCap und GECAS. Durch den Verkauf wollte GE sich wieder vermehrt auf seine industriellen Kernbereiche Energie bzw. erneuerbare Energien, Luftfahrt und Gesundheitswesen fokussieren. Im November 2021 war die Übernahme abgeschlossen.

## Flotte
Mit Stand September 2022 gehörten AerCap weltweit 2190 Flugzeuge bei über 460 offenen Bestellungen:
| Flugzeugtyp            | Anzahl |
| ---------------------- | ------ |
| Airbus A220            | 24     |
| Airbus A319            | 152    |
| Airbus A320            | 328    |
| Airbus A320neo Familie | 576    |
| Airbus A321            | 64     |
| Airbus A330-200        | 44     |
| Airbus A330-300        | 28     |
| Airbus A330neo Familie | 12     |
| Airbus A350-900        | 40     |
| Airbus A350-1000       | 7      |
| Boeing 737 NG          | 396    |
| Boeing 737 MAX         | 182    |
| Boeing 757             | 3      |
| Boeing 767             | 13     |
| Boeing 777             | 62     |
| Boeing 787             | 126    |
| Embraer 170            | 4      |
| Embraer 175            | 5      |
| Embraer 190            | 46     |
| Embraer 195            | 9      |
| Embraer E190-E2        | 45     |
| Embraer E195-E2        | 45     |
| ATR 72                 | 10     |
| De Havilland DHC-8-400 | 14     |
| Total                  | 2190   |

Flottenbestand der Gesellschaft im September 2023:

## Anteilseigner
Mit 97 % werden die Anteile am Grundkapital des Unternehmens fast vollständig dem Streubesitz zugeordnet. Größte Streubesitzaktionäre sind die AllianceBernstein LP mit rund 7,4 % und Eagle Capital Management LLC mit rund 6,6 %.